# Favechamps
Pour les articles homonymes, voir Favechamps (homonymie).
Favechamps est un espace champêtre de 4 ha du quartier de Pierreuse à Liège. Il fait partie des huit sites qui composent les Coteaux de la Citadelle.

## Toponymie
Favechamps signifie, en ancien français, « champs de fèves ».

## Situation et description
De forme triangulaire, cette zone de colline d'un dénivelé de 40 mètres avec une pente moyenne de 10,6 %, bien que située à cinq cents mètres du cœur historique de la Cité de Liège — la place Saint-Lambert —, est la plus champêtre des Coteaux de la Citadelle.

Elle est délimitée à l'est par la rue Pierreuse, à l'ouest par la rue Montagne Sainte-Walburge et au sud par la clinique du Péri.

On y voit brouter des vaches, des chèvres et des ânes. Deux mares artificielles ont permis la réapparition de plusieurs espèces de batraciens ainsi que du serpent de verre.

## Historique

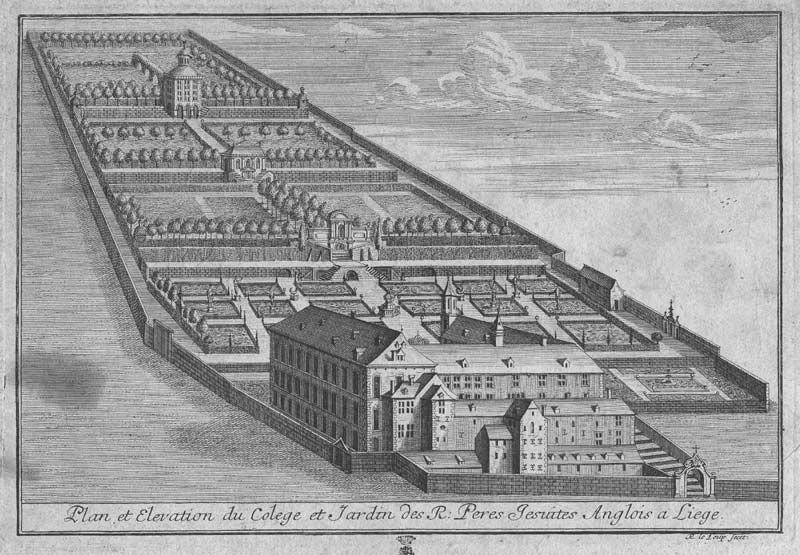
Le collège des jésuites anglais et leur propriété de Favechamps en 1740 par Remacle Le Loup

Favechamps était le maillon faible du système de défense de la Cité de Liège en direction du plateau de la Hesbaye et, tout en haut, s'y élevait le refuge (dit Bastion du clergé) du prince-évêque en cas d'attaque extérieure ou de révolte de ses sujets. Ce n'est qu'en 1204 qu'il est enclavé dans les murailles de la ville.
C'est vraisemblablement par Favechamps, la rue Pierreuse ou la rue Péri que les Six cents Franchimontois, dans la nuit du 27 au 28 octobre 1468, gravissent la colline  à l'attaque du campement de Charles le Téméraire et Louis XI.
Le 2 octobre 1614, les jésuites anglais s'installent à Favechamps pour y fonder leur collègue. Jusqu'au début du XIXe siècle, ils y auront leur jardin potager et leur verger.

En 1618, des Jésuitesses anglaises s'installent à leur tour dans ce qui deviendra la ferme de la vache. Elles sont remplacées en 1644 par des Sépulcrines, également anglaises, jusqu'en 1655, date où les bâtiments sont cédés au prince-évêque.
Pendant la seconde moitié du XIXe siècle, la ferme de la Vache prend son appellation actuelle, une laiterie s'étant installée dans les bâtiments.
La deuxième moitié du XXe siècle voit la construction, par le CPAS de Liège de la clinique du Péri.

Le 11 septembre 1981, les façades, la toiture et le cloître de la ferme dite de la Vache sont classés au patrimoine de la Région wallonne.

En 1995, deux mares artificielles et un jardin de plantes médicinales sont créés dans le cadre du plan communal de développement de la nature (PCDN)

Le 12 avril 1999, le verger de hautes tiges et le terrain boisé du site de Favechamps sont classés au patrimoine de la Région wallonne.

## Écosystème
Les deux mares artificielles ont permis la réapparition de plusieurs espèces d'amphibiens comme le triton alpestre, le triton ponctué et la grenouille rousse ainsi que du serpent de verre.
Le verger de hautes tiges, le bois et un réseau de haies bocagères favorisent la nidification de nombreuses espèces de passeriformes.

## Équipement
La zone est longée au sud et à l'ouest par le sentier éponyme de Favechamps.

## Accès
Quatre accès sont possibles :
- à l'est : la ferme de la Vache (rue Pierreuse) ;
- au sud : l'escalier des Capucins ou le parc de stationnement de la clinique du Péri,
  - ligne 71 des bus des TEC Liège-Verviers
- au nord : le chemin de la Citadelle
  - lignes 23, 71 et 72 des bus des TEC Liège-Verviers.

## Lieux d’intérêt
- ferme dite de la Vache,
- verger de hautes tiges et terrain boisé,
- point de vue insolite — à la fois rural et urbain — sur la ville dans sa partie supérieure.